# Apache Axis2
Apache Axis2 è un'infrastruttura di Apache Software Foundation per creare, pubblicare e consumare Web service in Java.
Si tratta di una versione completamente riprogettata e riscritta di Apache Axis SOAP. Le implementazioni di Axis2 sono disponibili in Java e in C.
Axis2 fornisce strumenti da riga di comando per creare e usare Web service, un server SOAP stand-alone e una Web application che ospita i Web service all'interno di un servlet container.